# Ламах
Ламах (др.-греч. Λάμαχος; ум. 414 до н. э.) — сын Ксенофана, афинский полководец V века до н. э.
В 424 до н. э. предпринял неудачную экспедицию в Понт; в 415 до н. э., вместе с Алкивиадом и Никием, стал одним из начальников сицилийской экспедиции, потерпевшей неудачу в частности из-за нежелания остальных военачальников принять его план немедленного нападения на Сиракузы. Летом 414 до н. э. Ламах пал под стенами Сиракуз. Аристофан обвиняет его в излишнем пристрастии к войне. По Плутарху, казна отпускала ему деньги на платье и обувь, так как он был беден и имел задолженность.